# Skordalia
Skordalia (griechisch σκορδαλιά skɔrðaˈlʲa ‚Knoblauchcreme‘ Zusammensetzung aus σκόρδο und αλιάδα von italienisch agliata) ist ein Dip oder Vorspeise der griechischen Küche.
Es handelt sich um ein Püree aus eingeweichtem und ausgedrücktem Weißbrot oder gekochten, zerdrückten Kartoffeln mit Knoblauch, Olivenöl und Zitronensaft. Der Masse können auch gehackte Walnüsse oder Mandeln hinzugefügt werden.
Skordalia wird zu paniertem Bakaliaros oder zu gebratenem Gemüse und Roter Bete serviert.